# Союз Писателей (журнал, Україна)
«©оюз Писателей» (скорочено «©П»; укр. «©оюз Письменників») — харківський російськомовний літературно-мистецький журнал. Видавається з 2000 року. Є учасником російського літературного інтернет-проекту «Журнальний зал». Переможець Всеукраїнського конкурсу «Культурні герої» 2002 року, нагороджений муніципальною премією у 2007 році, відзначений Міжнародним фестивалем «Світ книги» у 2008 році.
Публікує прозу, вірші, п'єси сучасних російськомовних авторів, нові російські переклади творів української та зарубіжної літератури, публіцистику. Журнал не виплачує авторам гонорари і не має критичного відділу.